# Šalša (2024.)
Šalša je hrvatski film, komedija s elementima horrora iz 2024. godine redatelja Dražena Žarkovića. U podukciji studija Maxima film i koprodukciji crnogorskih studija Far Film Production i Bitter Frame Production, srpskim koproducentima Biberce i Iskra film i bosanskohercegovačkim studijom Nomad film.
Film je zapravo komedija duboko ukorijenjena u dalmatinsko okruženje, koji se na humorističan način bavi stereotipima karakterističnim za to područje. Kroz brojne smiješne situacije i dijaloge, stereotipi se variraju i razotkrivaju. Ono što film čini posebno zanimljivim jest da se, počevši od otprilike druge trećine filma, u ovoj naizgled “čistoj” komediji počinju pojavljivati elementi horora. Film se tada transformira u horor komediju, ali i dalje zadržava humoristične elemente koji su specifični za dalmatinsku regiju i karaktere koji odražavaju dalmatinski mentalitet.
Svjetska premijera filma održat će se na otvaranju prije samog otvaranja 71. Pulskog filmskog festivala 16. srpnja 2024. Film će u kinodistibuciju krenut od 5. rujna 2024.

## Radnja
Film prati Vatroslava Vranića, mladića koji se bori s nizom životnih izazova. Kao vječni student mađarskog jezika i dostavljač u pizzeriji, suočava se s neisplaćenim plaćama i konfliktima s gazdom. Njegov život uzima neočekivani obrat kada se, nakon što njegov kolega završi u bolnici zbog njegove greške, odluči prihvatiti prijateljevu molbu i otići na otok Malu Glavu.
Na otoku, koji je nekad bio vojna baza jugoslavenske armije, sada je planiran za pro-life kamp za mlade, Vatroslav se pridružuje berbi rajčica na velikoj plantaži. Ondje upoznaje raznolike i živopisne likove, svaki s vlastitom jedinstvenom pričom. Međutim, otok krije mračne tajne koje će Vatroslava dovesti do ruba. Dok se bori s nezamislivim situacijama koje mu prijete, mora pronaći način da “spasi živu glavu” i pronađe utočište.

## Glumačka postava
- Momčilo Otašević kao Vatroslav Vranić
- Ivana Gulin
- Snježana Sinovčić Šiškov
- Milica janevski
- Ecija Ojdanić
- Luna Pilić
- Roko Sikavica
- Ljubiša Savanović
- Donat Zeko
- Mirko Vlahović
- Šimun Šitum
- Petar Salečić
- Konstantin Haag
- Luka Šatara
- Mijo Jurišić
- Slavko Sobin
- Damir Markovina
- Draško Zidar
- Bojan Brajčić
- Lovre Kondža

## Snimanje
Snimanje filma započelo je 17. svibnja 2023.otoku Šolti i u Zagrebu, snimanje je završilo 15. lipnja iste godine.

## Vanjske poveznice
- Šalša na stranicama Pulskog filmskog festivala – Arhivirana inačica izvorne stranice od 10. lipnja 2024. (Wayback Machine)